# بروس (مسيسيبي)
بروس (بالإنجليزية: Bruce, Mississippi)‏ هي بلدة تقع في مقاطعة كالهون (مسيسيبي) بولاية مسيسيبي في الولايات المتحدة. تبلغ مساحتها 6.6 (كم²)، وترتفع عن سطح البحر 84 م، بلغ عدد سكانها نسمة في عام حسب إحصاء مكتب تعداد الولايات المتحدة وتصل الكثافة السكانية فيها 316.1 نسمة/كم2.

## التركيبة السكانية
حدّد مكتب تعداد الولايات المتحدة بيانات التركيبة السكانية لبروس في تعداد الولايات المتحدة. في ما يلي، التركيبة السكانية حسب تعدادي 2000 و2010.

### تعداد عام 2000
بلغ عدد سكان بروس 2,097 نسمة بحسب تعداد عام 2000، وبلغ عدد الأسر 889 أسرة وعدد العائلات 563 عائلة مقيمة في البلدة. في حين سجلت الكثافة السكانية 332.3 نسمة لكل كيلومتر مربع (860.7/ميل2). وبلغ عدد الوحدات السكنية 1,005 وحدة بمتوسط كثافة قدره 159.3 لكل كيلومتر مربع (412.6/ميل2).
وتوزع التركيب العرقي للبلدة بنسبة 53.27% من البيض و44.35% من الأمريكيين الأفارقة و0.52% من الأمريكيين الأصليين و0.86% من الأعراق الأخرى و1% من عرقين مختلطين أو أكثر و1.19% من الهسبانيون أو اللاتينيون من أي عرق.
بلغ عدد الأسر 889 أسرة كانت نسبة 34.9% منها لديها أطفال تحت سن الثامنة عشر تعيش معهم، وبلغت نسبة الأزواج القاطنين مع بعضهم البعض 37.3% من أصل المجموع الكلي للأسر، ونسبة 22.2% من الأسر كان لديها معيلات من الإناث دون وجود شريك، بينما كانت نسبة 3.8% من الأسر لديها معيلون من الذكور دون وجود شريكة وكانت نسبة 36.7% من غير العائلات. تألفت نسبة 34.9% من أصل جميع الأسر من عدة أفراد يعيشون في نفس المنزل ونسبة 17.3% كانت تتألف من شخص يعيش بمفرده يبلغ من العمر 65 عاماً أو أكثر. وبلغ متوسط حجم الأسرة المعيشية 2.32، أما متوسط حجم العائلات فبلغ 2.98.
بلغ العمر الوسطي للسكان 35.5 عاماً. وكانت نسبة 27.8% من القاطنين تحت سن الثامنة عشر، وكانت نسبة 8% بين الثامنة عشر والرابعة والعشرين عاماً، ونسبة 24.2% كانت واقعةً في الفئة العمرية ما بين الخامسة والعشرين والرابعة والأربعين عاماً، ونسبة 21.4% كانت ما بين الخامسة والأربعين والرابعة والستين، ونسبة 17.2% كانت ضمن فئة الخامسة والستين عاماً فما فوق. يوجد لكل 100 أنثى 85.0 ذكر، ويوجد لكل 100 أنثى في الثامنة عشر من عمرها فما فوق 76.5 ذكر.
بلغ متوسط دخل الأسرة في البلدة 20,417 دولارًا، أما متوسط دخل العائلة فبلغ 31,806 دولارًا. وكان متوسط دخل الذكور 34,063 دولارًا مقابل 21,380 دولارًا للإناث. وسجل دخل الفرد الخاص بالبلدة 14,233 دولارًا. وكانت نسبة 20.1% من العائلات ونسبة 29.3% من السكان تحت خط الفقر، وكان من هؤلاء نسبة 46.8% تحت سن الثامنة عشر ونسبة 26.6% في الخامسة والستين من العمر وما فوق.

### تعداد عام 2010
بلغ عدد سكان بروس 1,939 نسمة بحسب تعداد عام 2010، وبلغ عدد الأسر 829 أسرة وعدد العائلات 508 عائلة مقيمة في البلدة. في حين سجلت الكثافة السكانية 307.3 نسمة لكل كيلومتر مربع (795.9/ميل2). وبلغ عدد الوحدات السكنية 962 وحدة بمتوسط كثافة قدره 152.5 لكل كيلومتر مربع (395.0/ميل2).
وتوزع التركيب العرقي للبلدة بنسبة 49.36% من البيض و47.19% من الأمريكيين الأفارقة و0.10% من الأمريكيين الأصليين و0.15% من الأمريكيين ذوي الأصول الآسيوية و1.70% من الأعراق الأخرى و1.50% من عرقين مختلطين أو أكثر و3.30% من الهسبانيون أو اللاتينيون من أي عرق.
بلغ عدد الأسر 829 أسرة كانت نسبة 33.3% منها لديها أطفال تحت سن الثامنة عشر تعيش معهم، وبلغت نسبة الأزواج القاطنين مع بعضهم البعض 32.8% من أصل المجموع الكلي للأسر، ونسبة 23.5% من الأسر كان لديها معيلات من الإناث دون وجود شريك، بينما كانت نسبة 4.9% من الأسر لديها معيلون من الذكور دون وجود شريكة وكانت نسبة 38.7% من غير العائلات. تألفت نسبة 36.1% من أصل جميع الأسر من عدة أفراد يعيشون في نفس المنزل ونسبة 16.4% كانت تتألف من شخص يعيش بمفرده يبلغ من العمر 65 عاماً أو أكثر. وبلغ متوسط حجم الأسرة المعيشية 2.33، أما متوسط حجم العائلات فبلغ 3.03.
بلغ العمر الوسطي للسكان 37.7 عاماً. وكانت نسبة 27.4% من القاطنين تحت سن الثامنة عشر، وكانت نسبة 8.1% بين الثامنة عشر والرابعة والعشرين عاماً، ونسبة 24.2% كانت واقعةً في الفئة العمرية ما بين الخامسة والعشرين والرابعة والأربعين عاماً، ونسبة 24.4% كانت ما بين الخامسة والأربعين والرابعة والستين، ونسبة 15.8% كانت ضمن فئة الخامسة والستين عاماً فما فوق. وتوزع التركيب الجنسي للسكان بنسبة 43% ذكور و57% إناث.

## أعلام
- لاري ستيوارت
- فرد توماس

## وصلات خارجية
- The US50 - Cities and Towns in Mississippi State
- Mississippi Cities and Towns, Facts, Map, Flag, Colleges, Government, and More